# Sabine van Baaren
Sabine van Baaren (Baarn, 12 april 1960) is een Nederlandse muzikante, zangeres, componiste en genezeres.
De vader van Sabine van Baaren, Hans van Baaren, was de producer van Herman van Veen. Zowel Sabine als haar zus Mandy zongen op de eerste platen van Van Veen mee. Ze is te horen op De boer uit Zwitserland en De Lindelaan en in een duet met zangeres Corry Brokken, Is het heus. Sabine zong ook op het nummer You can't stop the sun from shining dat haar vader live met haar opnam. Door het werk van de vader woonde ze in Nederland, België en Frankrijk. Sinds 1983 woont ze in Duitsland. Met haar zus Mandy en Tato Gomez speelde ze vanaf 1986 onder de naam Playing Games. Haar eerste single die verscheen onder haar artiestennaam Naima & Anna Boyar was getiteld Circles.
Na haar eerste tournees en een platenproductie met eigen liedjes in de multiculturele a capella-groep Vocaleros, bracht ze in 2006 haar eerste solo-cd Whatever Comes uit met gasten als Charlie Mariano (saxofoon), Bert Smaak (drums), Stephan Scheuss (koor) en Mathias Krauss (keyboards en producer). Met het kwintet Vocaleros was ze onder meer begeleidster van Jon Lord en zong ze op het North Sea Jazz Festival in 1997.

## Joggerst & Van Baaren
In 2005 bracht ze het project A wa ke op het podium met pianist, dirigent en filmcomponist Mark Joggerst. Eind 2009 verscheen hun eerste gezamenlijke cd, Remember Who You Are. De single Mother Earth werd uitgebracht in januari 2013. De cd werd opgenomen in de Neon Media Studio in Keulen.
Ook het duo Sabine van Baaren en Mark Joggerst houdt zich bezig met helende klanken en meditatieve en intuïtieve muziek. In januari 2015 kwam de derde cd Visions and Dreams uit, een dubbel-cd met liedjes (Visions) en improvisaties (Dreams). Van Baaren dirigeert zogenaamde "healingsessies" met intuïtieve zang en is de hoofdpersoon in de film en het boek Die Heiler van Wolfgang T. Müller.

## Overige activiteiten
Naast haar eigen projecten heeft ze zowel op het podium als aan opnames gewerkt met onder andere zangeres Pe Werner, Julia Neigel, Peter Kraus , Gitte Hænning, Phil Carmen, Rainhard Fendrich en was ze te zien op het Aids-gala Cover Me. Ze zingt in het koor van de kindertelevisieserie Tinga Tinga. Sinds 2017 is ze ambassadeur van het vredesproject Das Weisse Herz. In 2022 startte ze met haar project Améha Talks, waar ze interviews geeft over de onderwerpen bewustzijn, muziek en spiritualiteit.

## Discografie
- Whatever Comes, solo-cd (2005)
- Nokko´s sing along song
- Ruf der Göttin
- Je suis
- Améha Chants, cd (2018)

met anderen
- Circles, als Naima en Anna Boyar
- Playing Games (1986)
- Los!, met Pe Werner (1993)
- Vocaleros, met Vocaleros (1997)
- Yé Yé, met Vocaleros (1998)
- Beyond the notes, met Jon Lord en het Gemini Orchestra, live concert Keulen DVD (2004)
- Remember Who You Are, met Mark Joggerst (2009)
- Mother Earth met Mark Joggerst (2013)
- Visions and Dreams, met Mark Joggerst, 2cd (2015)
- Der Weg vom Heiler zur Heilung, DVD en boek (2012)